# Islas Changshan
Las islas Changsan (en chino, 长山群岛; pinyin, Changshan Qundao, o 长山列岛, Changshan Liedao) o el Condado de Changdao (en chino simplificado, 长岛县; pinyin, Chángdǎo Xiàn) es un condado y a su vez archipiélago en Yantai, provincia de Shandong, China. Se compone de una cadena de islas, llamadas Changshan, en el mar de Bohai, al norte de Penglai, provincia de Shandong. Son conocidas por sus playas arenosas y acantilados de piedra caliza pintorescos. La superficie total es de sólo 56 km², pero la costa es de 146 km de largo.
Diez de las islas están ocupadas, y hay 22 deshabitadas, algunas que son poco más que porciones de arena. Hay sola una ciudad importante, Tuoji (砣矶镇), con una población de 8.495 personas, y siete ciudades más pequeñas con cuarenta pueblos, con una población total en el condado de 52.000 habitantes.